# 스마트더스트
스마트더스트(Smartdust)는 빛, 온도, 진동, 자성 또는 화학 물질 등을 감지할 수 있는 센서, 로봇 또는 기타 장치와 같은 여러 개의 작은 미세 전자 기계 시스템(MEMS)으로 구성된 시스템이다. 이것들은 일반적으로 컴퓨터 네트워크에서 무선으로 작동하며 작업을 수행하기 위해 일부 지역에 분산되어 일반적으로 RFID(무선 주파수 식별)을 통해 감지한다. 훨씬 더 큰 크기의 안테나가 없으면 작은 스마트 더스트 통신 장치의 범위는 몇 밀리미터로 측정되며 전자파 비활성화 및 전자파 노출로 인한 파괴에 취약할 수 있다.

## 같이 보기
- 그레이 구
- 메시 네트워크
- 나노 기술
- RFID
- 스마트 카메라
- TinyOS
- 유비쿼터스 컴퓨팅
- 무선 센서 네트워크